# Вильнёв-су-Шариньи
Вильнёв-су-Шариньи́ (фр. Villeneuve-sous-Charigny) — коммуна во Франции, находится в регионе Бургундия. Департамент коммуны — Кот-д’Ор. Входит в состав кантона Семюр-ан-Осуа. Округ коммуны — Монбар.
Код INSEE коммуны — 21696.

## Население
Население коммуны на 2010 год составляло 94 человека.
| 1962 | 1968 | 1975 | 1982 | 1990 | 1999 | 2010 |
| ---- | ---- | ---- | ---- | ---- | ---- | ---- |
| 64   | 41   | 40   | 76   | 92   | 83   | 94   |

## Экономика
В 2010 году среди 60 человек трудоспособного возраста (15—64 лет) 45 были экономически активными, 15 — неактивными (показатель активности — 75,0 %, в 1999 году было 76,6 %). Из 45 активных жителей работали 42 человека (24 мужчины и 18 женщин), безработных было 3 (0 мужчин и 3 женщины). Среди 15 неактивных 5 человек были учениками или студентами, 6 — пенсионерами, 4 были неактивными по другим причинам.